# Shu'fat
Shu'fat (arabe : شعفاط) est un camp de réfugiés palestiniens situé à Jérusalem-Est. Il est situé à côté du quartier arabe palestinien de Shuafat.

Depuis l'annexion de Jérusalem-Est par Israël en 1967, les habitants du camp ont le statut de résident. À l'origine, il s'agissait de Palestiniens qui avaient trouvé refuge dans la vieille ville de Jérusalem en 1948, avant d'être installés sur le site de Shu'fat en 1965 alors sous contrôle de l'armée jordanienne. 

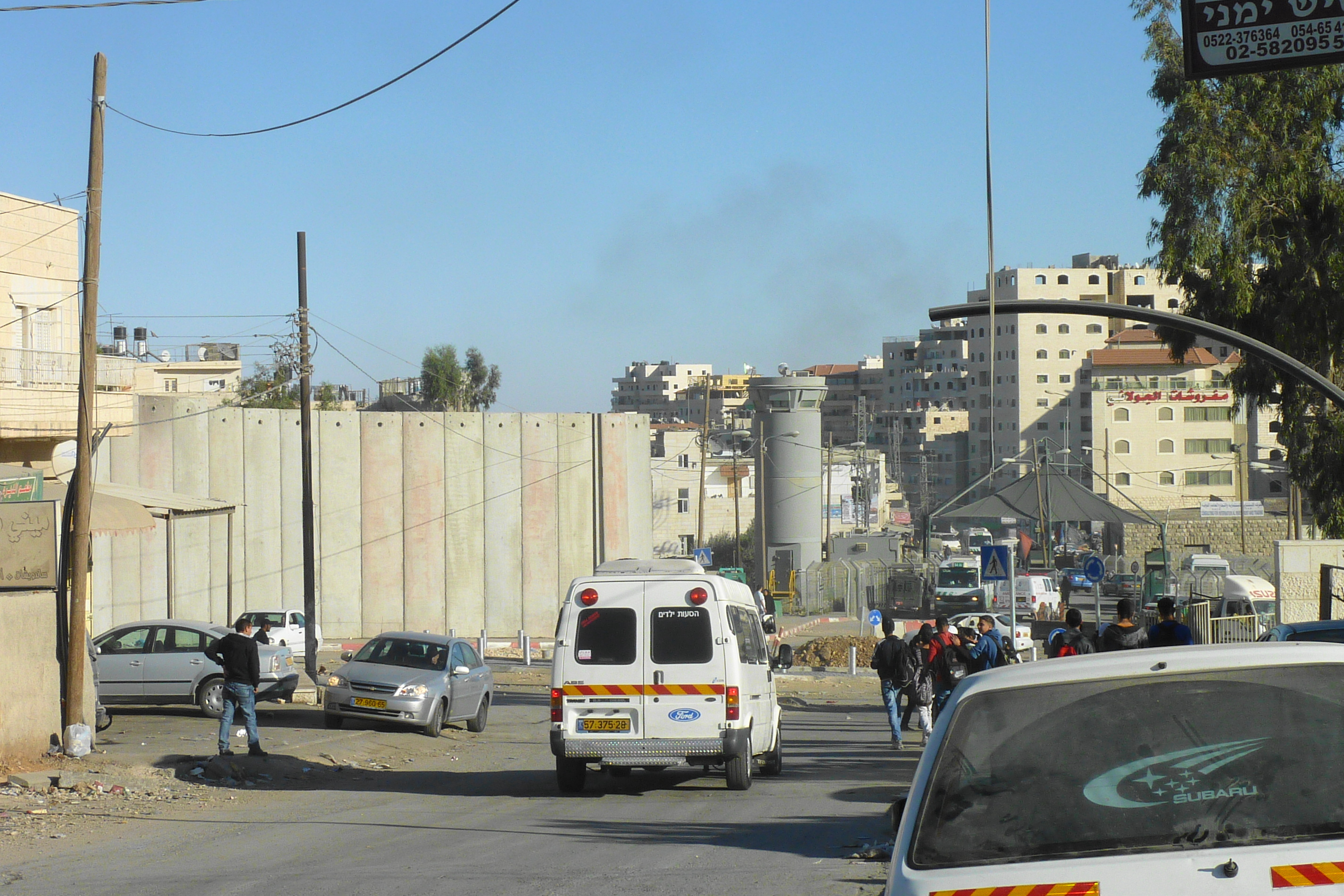
Entrée du camp entourée du mur de séparation israélien, 2010.
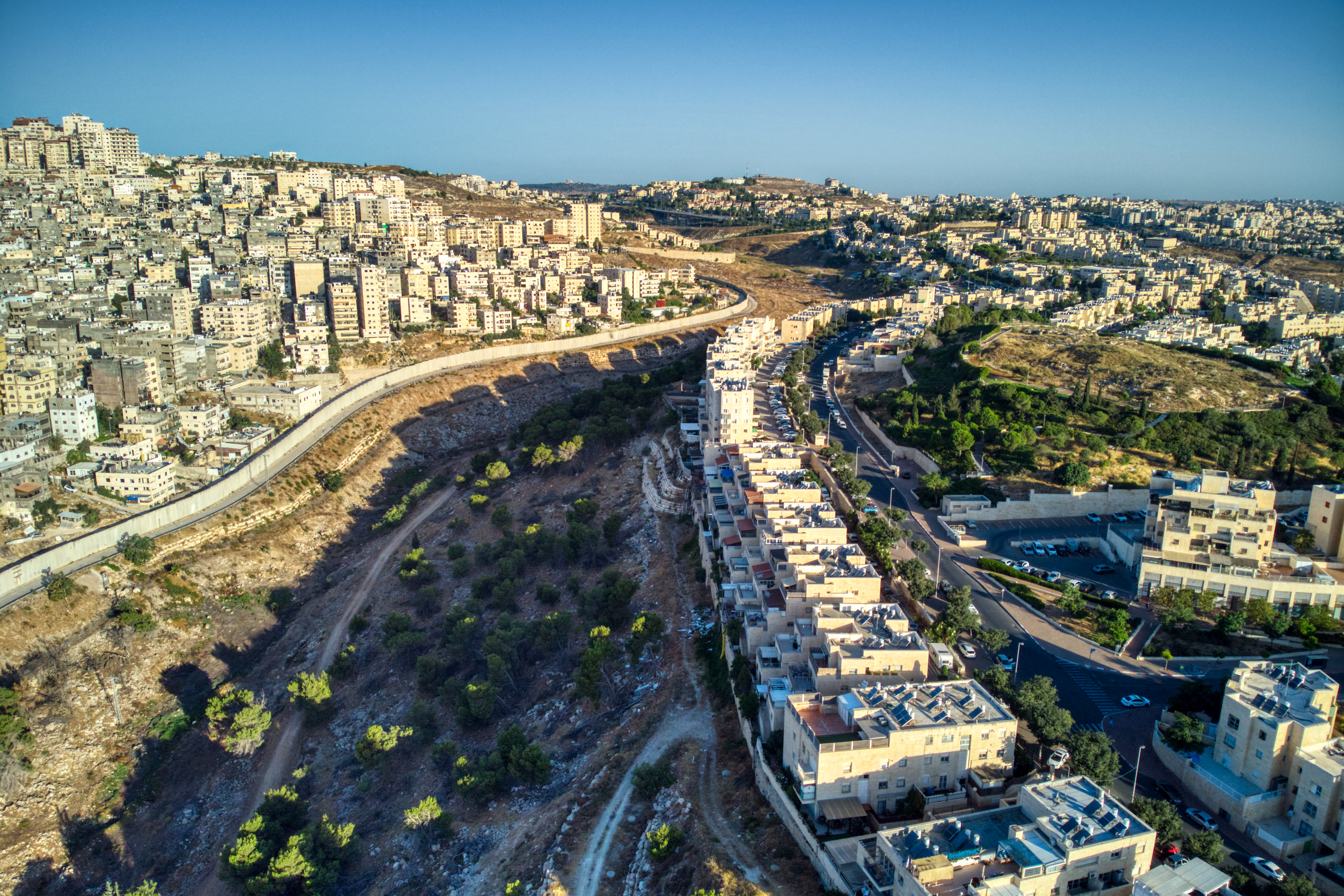
À gauche, le camp de réfugiés palestiniens de Shu'fat, bordé par le mur de séparation israélien ; et à droite, la colonie israélienne de Pisgat Ze'ev (en).